# Videospielmusik
Der Begriff Videospielmusik umfasst alle Musikstücke, die in Videospielen auftreten. Dabei kann es sich entweder um die für das Spiel komponierte Musik oder um lizenzierte Musikstücke handeln.
Wie bei Spielfilmen handelt es sich bei Videospielen um eine Kombination von Bild und Ton. Diese beiden Medien stehen in einem engen Verhältnis zueinander und schaffen ein multimediales Werk. Dabei hat der Ton einen sehr starken Einfluss darauf, wie das Gesehene wahrgenommen wird. Er kann ein neutrales Bild mit Bedeutung versehen, das Gezeigte nachvollziehbar machen oder auch einen Gegensatz zum Gezeigten aufbauen. Es gibt unzählige Kategorisierungen, die diesen Einfluss beschreiben und ihm Funktionen zuweisen. Den wissenschaftlichen Erforschungen von Videospielmusik, Musikspielen und aus der Videospielkultur erwachsenen Musikpraktiken widmet sich die sogenannte Ludomusicology.

## Wirkung
In Videospielen wird Musik oft funktional eingesetzt, wobei unterschiedliche Effekte angestrebt werden können. Wie auch Filmmusik trägt Videospielmusik durch ihre emotionale Komponente zur allgemeine Atmosphäre des Spiels bei und verdeutlicht die Erzählung. Durch die Kombination von visuellen und auditiven Reizen wird ein Eintauchen in die Spiel- oder Filmwelt verstärkt. Eine Studie zeigt, dass beim Spielen ohne Ton das Gefühl, in einer „echten“ Welt zu sein, verschwunden sei.
Zusätzlich können in Videospielen Soundeffekte oder Musik dazu genutzt werden, dem Spieler zusätzliche Informationen zukommen zu lassen, indem auf Gefahren oder Vorkommnisse hingewiesen wird. Die musikalische Untermalung ist meist darauf ausgelegt nicht aktiv wahrgenommen zu werden, sondern nur unterbewusst den gewünschten Effekt zu erzielen.
Musikkomponenten können zusätzlich zum Wiedererkennungswert eines Spieles beitragen. Ein Beispiel dafür ist die Musik des Spieleklassikers Tetris, die in der Szene als einer der ikonischsten Videospielsoundtracks gesehen wird.

## Kompositorische Techniken
Um das Bild um eine emotionale Ebene zu ergänzen, werden verschiedene kompositorische Techniken angewendet.

### Mood-Technik
Die für Videospiele bisher am meisten angewendete Technik ist die sogenannte Mood-Technik. Bei dieser Technik stehen Musik und Bild in einer lockeren Beziehung zueinander. Die Musik umschreibt nicht jede auf der Bildebene sichtbare Handlung, sondern schafft vielmehr eine Grundstimmung, die für die Stimmung der Szene angemessen ist. Josef Kloppenburg fasst den Begriff so zusammen: „Zusammenfassend ist unter Mood-Technique eine spezifische Stimmung, eine Atmosphäre, eine stimmungsmäßige Einfärbung mittels Musik einer ganzen Szene zu verstehen. Gemeint ist, dass das Musikstück einem Ort der Handlung oder einer Stimmung schlicht und einfach ‚entspricht‘ ohne auf Details Bezug zu nehmen.“ Die Dominanz dieser Technik lässt sich dadurch erklären, dass die Möglichkeiten adaptiver Musik (Musik, die direkt auf das Verhalten des Spielers reagiert) noch nicht ausgiebig erforscht wurden und in der Praxis bisher selten Anwendung finden.

### Motiv-Technik
Des Weiteren kommt bei der Videospielmusik die sogenannte Leitmotivtechnik zum Einsatz. Bei dieser werden nach Kloppenburg „Personen oder Begebenheiten der Handlung vom Komponisten mit markanten musikalischen Figuren versehen.“ Eine besondere Wirkung entfalten dabei die markanten musikalischen Figuren der Titelthemen. Sie bewirken, dass Spiel oder Film einen Wiedererkennungswert erhalten. Während beim Film besonders Themen aus Star Wars, Indiana Jones, Fluch der Karibik oder Harry Potter einen hohen Bekanntheitsgrad genießen, gibt es auch bei der Videospielmusik zahlreiche bekannte Titelthemen.
Hier einige Beispiele, die den Einsatz der Motivtechnik aufzeigen:

#### Monkey Island
Seit Erscheinen des ersten Teiles der Serie (1990) gilt Monkey Island als ein frühes und bekanntes Beispiel für Motivtechnik in Computerspielen. Besonders markant und in allen Teilen der Serie wiederkehrend ist die Erkennungsmelodie des Geisterpiraten LeChuck (LeChuck's Theme). Komponiert wurde die Musik von Michael Land.

#### Max Payne
Das Thema zu Max Payne ist das erste Musikstück, das der Spieler im Hauptmenü des Spiels wahrnimmt. In Max Payne 2 fällt es besonders auf. Es wird dort – zunächst nur von atmosphärischen Klängen begleitet – von einem Cello gespielt und schafft sofort eine melancholische Grundstimmung, ohne dass der Spieler das Spiel überhaupt begonnen hat. Gespielt wird das Cello von Kivilaakso, einem Mitglied der Gruppe Apocalyptica.

#### Fahrenheit

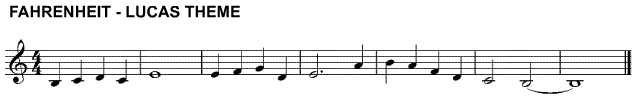
Fahrenheit - Lucas Theme

Das von Angelo Badalamenti geschriebene Hauptthema zu Fahrenheit tritt an markanten Stellen des Spiels immer wieder in unterschiedlichen Besetzungen und Variationen auf. Mal wird es von einem Solo-Cello gespielt, mal ist es in einem warmen Streichersatz implementiert. Durch seine ständige Präsenz bleibt es dem Spieler im Gedächtnis und bringt ihn dazu, die Emotionen des am Boden zerstörten Hauptcharakter Lucas nachzuempfinden.

#### Metal Gear Solid
Das heroische Thema Metal Gear Solid zeichnet sich durch eine besondere Eingängigkeit aus durch den immer wiederkehrenden Rhythmus (2 Achtel, übergebundene Halbe, 3 Achtel, Viertel, Halbe), bei dem die Melodie stets variiert wird. Mittlerweile gibt es fünf Metal-Gear-Solid-Teile, wobei der erste Teil die Original-Komposition, diese auch in mehreren Variationen, enthält. Teil 2 und Teil 3 hingegen enthalten Neuinterpretationen des Stückes, wobei das Motiv stets beibehalten wird. Auch sie enthalten mehrere Variationen des Stückes. In Teil 4 gibt es nur eine stark abgewandelte Form des Stückes, bei dem das Motiv stark modifiziert wurde und eine eher untergeordnete Rolle einnimmt und stattdessen ein neues Motiv in den Vordergrund rückt. Grund dafür ist, dass kurz vor erscheinen von Teil 4 öffentlich wurde, dass das Hauptthema von einem anderen Stück ohne Genehmigung verwendet wurde. Auch der Titel des Stückes wurde in Metal Gear Saga umbenannt.

### Underscoring
Eine Kompositionstechnik, die eher im Film vorzufinden ist, ist die Methode des Underscoring. Hier geht es darum, dass die Musik das auf der Bildebene dargestellte direkt mitvollzieht. Dies kann so weit gehen, dass nahezu jede Bewegung musikalisch dargestellt wird, wie dies bei frühen Walt-Disney-Zeichentrickfilmen der Fall ist. Bei diesem besonderen Grad an Underscoring spricht man auch von Mickey-Mousing. Underscoring wird auch eingesetzt, um Gefühle der handelnden Personen darzustellen oder im Zuschauer Gefühle auszulösen. Diese Technik findet eher in Filmen Anwendung, da die Bilder hier nach einer vorher festgelegten Reihenfolge auftreten. Folglich kann der Komponist sich an dieser Festlegung orientieren und seine Musik dramaturgisch an das Bild anpassen. Bei Videospielen sind die Produktionsanforderungen für die Musik anders gestaltet. Hier entscheidet der Spieler, wie er mit seiner Spielwelt interagiert. Darauf muss die Musik reagieren. Eine auf den Spieler reagierende Musik findet sich bis jetzt nur in wenigen Spielen. Eine jedoch häufig verwendete Möglichkeit, die in die Kategorie des Underscoring passt, tritt bei sogenannten Skriptsequenzen zum Vorschein. Dies sind vorbestimmte Ereignisse, die stattfinden, wenn der Spieler einen bestimmten Teil eines Levels betritt. Eine Skriptsequenz kann so gestaltet sein, dass ein Spieler durch eine Tür geht und danach ein Monster durch die Wände bricht. Diese geskripteten Ereignisse werden oft musikalisch untermalt.

## Abgrenzung
Videospielmusik und Filmmusik sind zueinander die nächsten Verwandten, da bei beiden Medien eine Bild-Ton-Beziehung vorliegt und sie sich bei in den Funktionen und Kompositionsweisen im Grunde gleichen. Als einzigen Unterschied könnte man eine andere Verteilung der Schwerpunkte definieren (Videospielmusik: Mood-Technique; Filmmusik: Underscoring, s. o.). Diese Verwandtschaft lässt sich dadurch bestärken, dass viele Videospiele als klares Ziel definieren, filmähnliche Erlebnisse hervorzurufen. Als Beispiel gilt das Videospiel Fahrenheit, das sehr viele Techniken aus Filmen anwendet (zum Beispiel Splitscreen) und dessen Soundtrack vom Filmkomponisten Angelo Badalamenti geschrieben wurde. Das Ziel, filmähnliche Erfahrungen hervorzurufen bewirkt, dass Filmmusik ein klares Vorbild für Videospielmusik ist. Folglich sind alle musikalischen Richtungen, die in der Filmmusik Einzug gehalten haben, auch in der aktuellen Videospielmusik vorzufinden. Die Nähe zur Filmmusik wird auch dadurch bestärkt, dass immer mehr Filmkomponisten für Videospiele engagiert werden. Auch der Produktionsaufwand für Videospielmusik der Filmmusik angenähert und umfasst mittlerweile aufwändige Orchesterproduktionen.
Trotz vieler Parallelen kommt bei Videospielen bei der Vernetzung von Bild und Ton eine weitere Qualität hinzu: Während Filme linear ablaufen, hat der Spieler bei Videospielen meist die Kontrolle über verschiedene Bereiche der Spielwelt. Er entscheidet, auf welche Weise er das Ziel erreichen möchte. Bei dieser Entscheidungsmöglichkeit geben die Spiele unterschiedlich viel Freiraum. Jedoch ist die allgemeine Möglichkeit, Entscheidungen zu treffen, in allen Spielen gegeben. Dies stellt die Musik in Videospielen vor eine wichtige Anforderung. Während sie bei der Filmmusik zu bereits feststehenden Bildern hinzukomponiert wird und ihr dramaturgischer Aufbau feststeht, muss sie bei Spielen dazu in der Lage sein, flexibel und dynamisch auf die Handlungen des Spielers zu reagieren. Um „adaptive Musik“ zu komponieren, gibt es verschiedene Methoden (zum Beispiel parallel composing, s. u.).

## Einflüsse
Videospielmusik hat sämtliche Richtungen der klassischen Musik in sich assimiliert. Dies rührt daher, dass die Filmmusik für Videospiele ein großes Vorbild ist. Die Filmmusik wiederum hat sich im 20. Jahrhundert parallel zur konzertanten Musik entwickelt. Im Kino wurden die Zuschauer unwissentlich mit den Entwicklungen der E-Musik des 20. Jahrhunderts vertraut gemacht. Diese Entwicklungen sind noch heute bedeutsam und beeinflussen über die Filmmusik die Videospielmusik.

### Einflüsse aus der Filmmusik
Seit es technisch möglich wurde, hat eine Annäherung der Videospielmusik an die Filmmusik stattgefunden. Dies ist damit zu begründen, dass sich das Medium Videospiel und das Medium Film in dem Aspekt der Verknüpfung von Bild und Ton gleichen. Eine Entwicklung hin zum Hollywoodsound wird auch dadurch gefördert, dass immer mehr Filmkomponisten Musik für Videospiele schreiben. Dazu gehören mittlerweile auch renommierte Hollywoodkomponisten.

### Einflüsse auf die Filmmusik
Videospielmusik hat auch einen Einfluss auf die Filmmusik, nicht nur umgekehrt: Im Jahr 2006 wurde der bekannten Videospielreihe „Silent Hill“ eine Verfilmung gewidmet. Hierbei wurde die von Akira Yamaoka komponierte Musik aus dem Videospiel übernommen. Sie wurde von Jeff Danna für den Film arrangiert. Durch das Beibehalten der Originalmusik wurde ermöglicht, dass das einzigartige Spielgefühl, zu dem die Musik einen großen atmosphärischen Beitrag geleistet hat, auf die Leinwand übertragen werden konnte.

## Produktionsaufwand
Während zu Beginn der Videospielgeschichte aus technischen Gründen rein auf synthetische Klänge zurückgegriffen wurde, werden die Videospielsoundtracks mittlerweile häufig mit Orchestern aufgenommen. Der Soundtrack zum 1999 veröffentlichten Science-Fiction-Spiel Outcast war einer der ersten rein orchestralen Videospielsoundtracks. Er wurde von Lennie Moore komponiert und vom Moskauer Sinfonieorchester mitsamt Chor eingespielt.
Es ist wie bei der Filmmusik ebenso üblich, sogenannte Hybridproduktionen durchzuführen. Hierbei werden digital erzeugte Klänge mit analogen Instrumenten verknüpft. Wenn man ein virtuell gespieltes Orchester mit einigen echten Aufnahmen vermischt, so klingt die Aufnahme authentischer und verliert einen gewissen Grad ihres oft bemängelten synthetischen Charakters. Hybridproduktionen sind außerdem eine preiswerte Alternative, da man nur wenige analoge Instrumente abnimmt und der engagierte Komponist die restlichen Klänge selber programmieren kann.

## Dynamische Musik

### Hintergrund und Bedeutung
Während ein Film im Schnitt 90 Minuten fesselt, sind Spiele so konstruiert, dass sie über einen längeren Zeitraum Spielspaß bieten. Dabei ist die tatsächliche Anzahl der Stunden extrem variabel. Während beispielsweise ein Actionspiel, das eher linear aufgebaut ist, rund 8 Stunden Spielspaß hervorruft, schaffen manche Rollenspiele durch ihre offene Spielwelt, die Spieler bis zu über 100 Stunden zu faszinieren. Besonders Onlinerollenspiele wie World of Warcraft haben eine sehr lange Spielzeit. Diese Tatsache versieht den Videospielkomponisten mit einem besonderen kompositorischen Auftrag: Er muss Musik komponieren, die so lange Hörspaß bietet, wie der Spieler sich mit dem Spiel beschäftigt. Um dies zu erreichen, gibt es verschiedene Wege: Der Komponist muss erwägen, wie aufdringlich seine Musik sein darf. Ein eingängiges musikalisches Thema, das bei der Erforschung eines Spielabschnitts in einer Endlosschleife auftritt, wäre für ein Rollenspiel, das über 100 Stunden Spielzeit liefert, sicherlich problematisch. Ein leicht zurückhaltender atmosphärischer Track, der das Hauptthema hin und wieder auftreten lässt, ist diskreter und vermag das Ohr länger zu fesseln. Klar ist, dass bei der Frage, wie aufdringlich Musik sein darf, die ästhetischen Vorstellungen weit auseinandergehen.
Diese sind auch historisch bedingt. Während frühere Videospielsoundtracks auf sehr einprägsame Melodien setzten (siehe Super Mario), sind aktuelle Soundtracks eher zurückhaltend komponiert und drängen sich kaum in den Vordergrund.
Neben der Erwägung des Aufdringlichkeitsgrades muss ebenso überlegt werden, wie man die Musik durch bestimmte Techniken so programmieren kann, dass sie immer wieder neu auf den Spieler wirkt. Dafür gibt es verschiedene Ansätze.

### Schaffung dynamischer Musik
Es gibt zwei wichtige Faktoren, die Musik in Videospielen dynamisch erscheinen lassen, sodass über eine lange Zeit Hörspaß geboten wird: Variabilität und Adaptivität.

#### Variabilität
Verschiedene musikalische Segmente werden zufällig zusammengesetzt und bilden das gehörte Musikstück. Der Musiktechnologe Jesper Kaae vergleicht diesen Aspekt mit dem Werk „Klavierstück XI“, das von Stockhausen geschrieben wurde. Dieses besteht aus einem großen Notenblatt, auf dem 19 separate Segmente notiert wurden. Der Spieler entscheidet spontan, welche dieser Segmente gespielt werden. Übertragen auf den Faktor der Variabilität in Videospielmusik heißt das, dass der Computer zufällig auf vorgefertigte musikalische Segmente zurückgreift. Die Kombination von vorgefertigten Segmenten stellt jedoch nur eine von vielen Möglichkeiten dar, Musik in Videospielen variabel erscheinen zu lassen. Sie tritt meistens auf, wenn mit Audiodateien gearbeitet wird. Diese Variabilität lässt sich jedoch komplexer gestalten. So kann man bei der Arbeit mit Mididaten jeden Parameter jeder einzelnen Note (zum Beispiel Anschlagstärke, Lautstärke, Dauer etc.) vom Computer in den programmierten Grenzen variieren lassen. Jesper Kaae sieht in der Methode der Variabilität den Vorteil, dass sie nicht viel Speicher benötigt und ermöglicht, dass die Musik immer „neu“ klingt. Letzteres ist von Vorteil, da – wie erwähnt – die meisten Videospiele so konstruiert werden, dass sie über mehrere Stunden unterhalten. Ohne Variabilität erhält die Musik schnell einen repetitiven Charakter und stört den Spieler.

#### Adaptivität
Wenn die Musik in Videospielen auf die Handlungen des Spielers reagiert, spricht man von Adaptivität.
Der Sounddesigner Tim van Geelen berichtet in seinem Aufsatz „Realizing groundbreaking adaptive music“ u. a. über fünf Techniken, wie man adaptive Musik generieren kann:

##### Branching

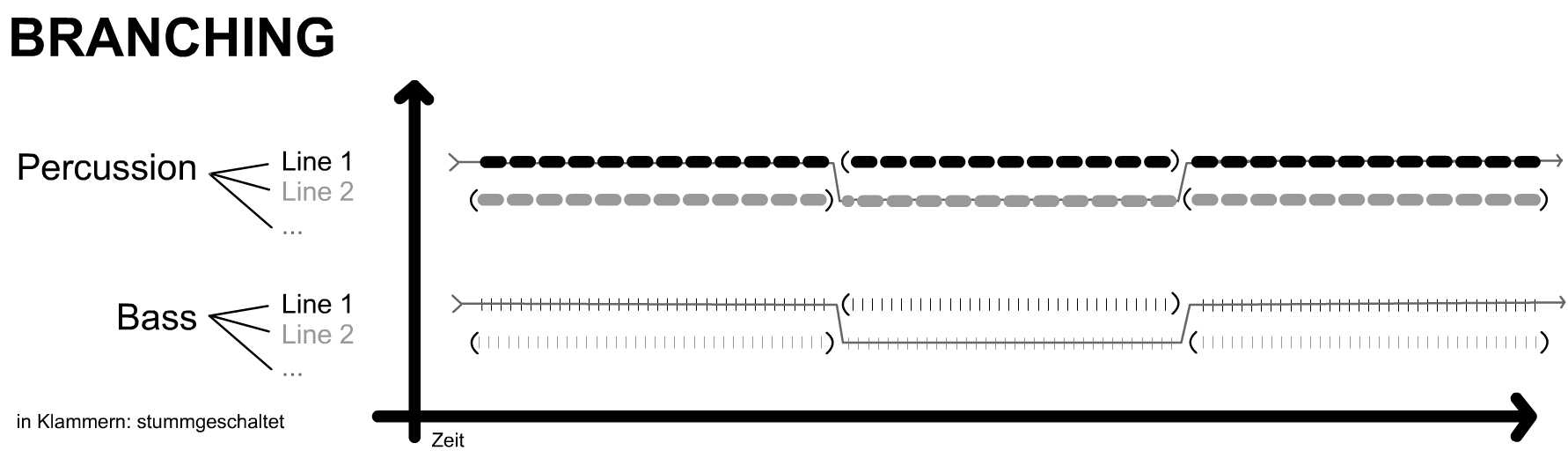
Branching

Beim Branching wird ein Musikstück in verschiedene Schichten unterteilt. Die Idee hinter dieser Aufteilung besteht darin, dass eine oder mehrere dieser Schichten stummgestaltet oder gegen andere Schichten ausgetauscht werden können, sobald sich das Gameplay verändert. So kann man für ein Musikstück beispielsweise zwei Percussion-lines erstellen, die jeweils verschiedene Stimmungen ausdrücken. Je nach Gameplay-Situation werden diese dann untereinander ausgetauscht. Ähnlich kann man mit anderen Schichten (Bass line, Harmonien, Melodien) verfahren. Diese Technik weist einige Nachteile auf: Es muss viel Zeit zum Komponieren aufgewendet werden, da man stets unterschiedliche Versionen der Schichten erstellen muss. Des Weiteren muss man ständig kontrollieren, ob die unterschiedlichen Versionen zueinander passen. Außerdem verbraucht diese Technik viel Rechenleistung, da nicht nur ein Track, sondern mehrere Tracks synchron laufen.

##### Layering

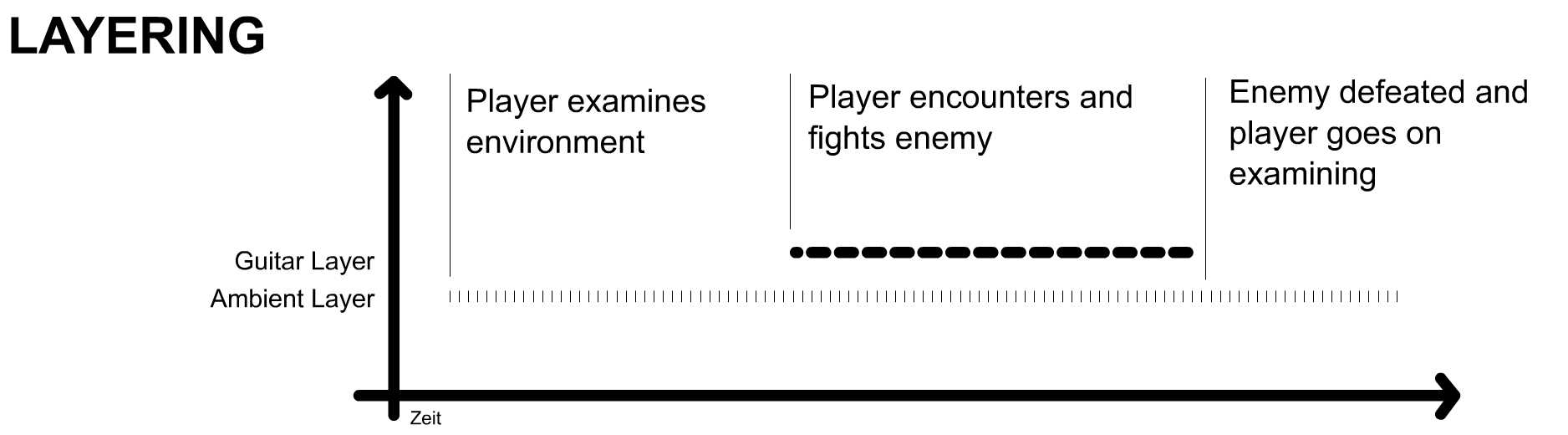
Layering

Die Layering-Technik funktioniert ähnlich wie die Branching-Methode. Zur Erklärung erwähnt van Geelen das Spiel Tomb Raider: Legend. Hier werde in Actionsequenzen häufig ein Gitarrenpart über den Ambient Track des Levels gelegt. Van Geelen bezweifelt, ob dieser Effekt ein stärkeres Eintauchen in die Spielwelt bewirkt, da der Effekt sehr voraussehbar scheine.

##### Transitions

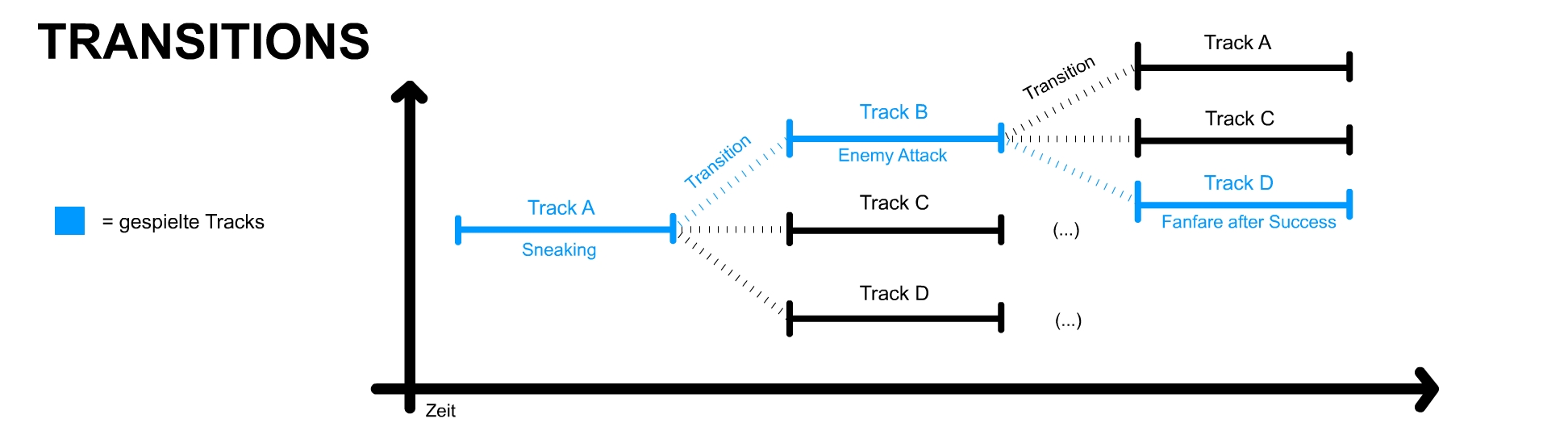
Transitions

Bei dieser Methode schreibt ein Komponist unterschiedliche Musikstücke und komponiert zusätzlich noch Übergangsstücke (transition pieces) für jeden möglichen Sprung von einem Musikstück zu einem anderen. Der Vorteil dieser Methode liegt darin, flüssig von einem Musikstück zu einem anderen, von einer Emotion zu einer anderen springen zu können. Das Schreiben von Übergangsstücken ist jedoch wiederum zeitraubend, da für jeden Track neue „Transitions“ komponiert werden müssen.

##### Generative Musik
Das Feld der generativen Musik ist sehr komplex. Eine Möglichkeit besteht darin, dem Computer zu zeigen, wie er nach dem Zufallsprinzip Variationen verschiedener Themen erstellen kann. Dabei besteht der Nachteil, dass für jede Note individuelle Samples verwendet werden müssen. Dies wiederum setzt eine höhere Beanspruchung von Rechenleistung voraus.

##### Parallel Composing

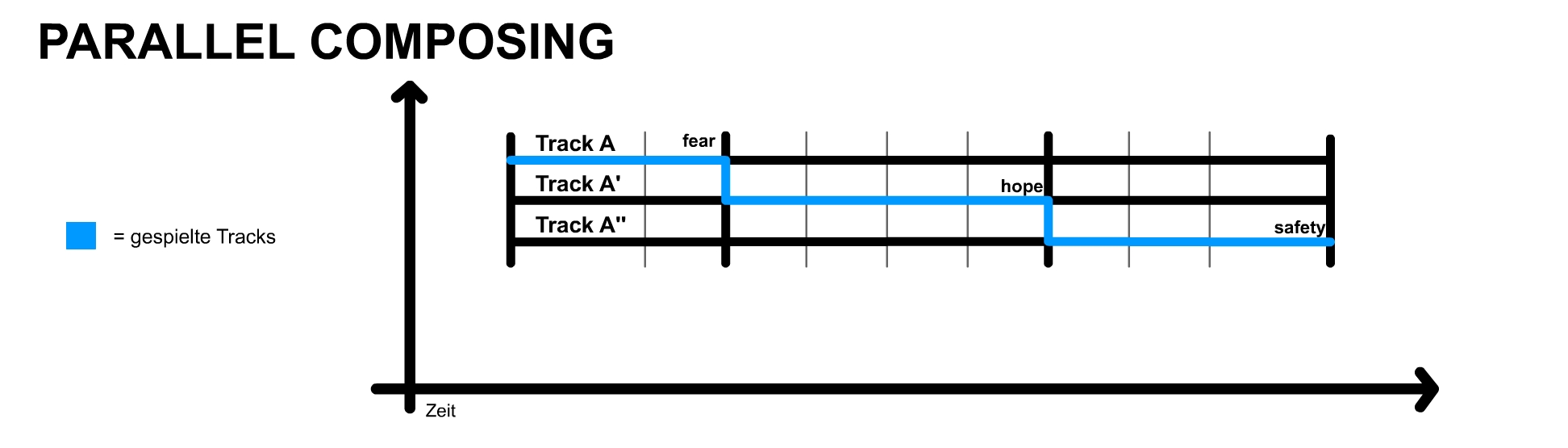
Parallel Composing

Die Methode, die van Geelen vorzieht, bezeichnet er als „Parallel Composing“. Hierbei wird ein lineares Musikstück geschrieben. Parallel dazu schreibt der Komponist noch zusätzlich ein bis zwei Musikstücke, die mit dem Hauptmusikstück in den wichtigsten Parametern (Tempo, Tonart) übereinstimmen. Jeder Track bringt eine andere Emotion zum Ausdruck. Diese Tracks werden parallel abgespielt und können untereinander an bestimmten Punkten im Track gewechselt werden. Der Vorteil dieser Methode liegt darin, dass die Stücke parallel geschrieben werden. So kann man kontinuierlich sehen, ob das Tauschen zwischen den Tracks reibungsfrei funktioniert. Des Weiteren wird der Speicher nicht überladen. Außerdem kann man Tools verwenden, die beim Komponieren linearer Musik auch verwendet werden. Diese Methode zeichnet sich ebenfalls durch eine gute Anpassungsfähigkeit aus. Man muss keine Fades oder Übergangsstücke (Transitions) verwenden. Man kann auch mit komplexen musikalischen Elementen wie Modulationen oder rhythmischen Wechseln spielen, da sie in jedem Track verwendet werden.
Der Nachteil dieser Methode liegt darin, dass man viel Musik schreiben muss und zur selben Zeit ständig sichergehen muss, dass der Song zu jedem gewählten Moment zu einem anderen Track springen kann.

### Beispiele für dynamische Musik
In der Praxis finden sich unterschiedliche Grade an dynamischer Musik in Videospielen. Aktuell werden die Möglichkeiten dynamischer Musik sogar akademisch erforscht und diskutiert.
Eine Möglichkeit, die sehr oft angewendet wird, liegt darin, für verschiedene Spielzustände verschiedene Musiktitel zu komponieren. Oft lassen sich beispielsweise die Zustände „Erkundung“ und „Kampf“ gegenüberstellen. Dies soll ein anschauliches theoretisches Beispiel zeigen:
Der Spieler befindet sich in einem dunklen Keller. Seine Aufgabe ist, ein verschwundenes Mädchen wiederzufinden. Die letzten Hinweise haben ihn hierhergeführt. Die düstere Stimmung des Levels wird untermalt durch tiefe Liegetöne in den Streichern. Der Spieler geht weiter in den Keller hinein. Plötzlich kracht eine Tür aus ihren Angeln. Hohe Streichertremoli verstärken den Schockeffekt. Der Entführer des Mädchens steht direkt vor dem Spieler und kommt mit erhobener Axt auf ihn zu. Der folgende Kampf wird durch actiongeladene Trommelrhythmen untermalt.
In diesem vereinfachten Beispiel kommen drei musikalische Elemente vor: Die Musik, die bei der Erkundung des Kellers läuft, erschafft eine Grundstimmung. Sie verfolgt nicht direkt jede einzelne Handlung des Spielers. Sobald der Spieler einen bestimmten Bereich betritt, wird ein vordefiniertes Ereignis ausgelöst: Der Entführer tritt die Tür ein. Diese Handlung wird durch einen kurzen aber effektvollen Musikeinsatz unterstrichen. Dies lässt die Musik dynamisch erscheinen, da sie direkt mit Handlungen auf der Bildebene verknüpft ist. Ein neues Musikstück wird gestartet: Die Kampfmusik. Treibende Rhythmen unterstützen das Mehr an Bewegung auf der visuellen Ebene.

#### Chronicles of Riddick: Escape from Butcher Bay
Ein Videospiel, das durch seine dynamische Musik auffällt, ist „The Chronicles of Riddick: Escape from Butcher Bay“. Bei diesem Spiel ist jedes Musikstück in zwei Tracks aufgeteilt. Diese tragen jeweils die Bezeichnung „sneak track“ und „action track“. An dieser Bezeichnung kann man bereits sehen, dass die Musik dynamisch auf das Spielerverhalten reagiert. Analog zur Gegenüberstellung von „Erkundung“ und „Kampf“ kann man hier die Begriffe „Schleichen“ und „Action“ verwenden.
In Riddick hat der Spieler die Möglichkeit, das Spielziel vornehmlich durch Schleichen zu erreichen. Währenddessen läuft die Sneak-Version eines Musiktitels. Sobald der Spieler von Wachen entdeckt wird, ändert sich die Musik und es wird in die Action-Version übergeblendet.
An dem Track „Critters“ wird deutlich, dass beide Versionen des Musiktitels das Hauptthema beinhalten. Somit stehen die beiden Versionen des Titels nicht wie zwei unabhängige Musikstücke unvermittelt nebeneinander. Durch thematische Bezüge sind sie miteinander verbunden und lassen den Wechsel von der Schleich-Stimmung zur Action-Stimmung flüssig erscheinen.

## Musik über Computerspiele
Seit den 2010er-Jahren werden auf Plattformen wie YouTube oder Spotify zunehmend häufiger Songs über Videospiele veröffentlicht. Zudem wird die Ästhetik von Computerspielmusik auf normale Songs übertragen, in dem z. B. 8-Bit-Versionen der Songs (siehe auch Chiptune) oder Remix-Versionen erstellt werden. So mischt unter anderem das Musikgenre Nintendocore z. B. Chiptune und Computerspielmusik mit Punk, Metal und Rock. Darüber hinaus werden bekannte Musikstücke auch als eine Musikparodie über Computerspielen verwendet.
Videospiel-Themen finden sich in allen Musikgenres wieder. So rappt der Rapper Dame über Computerspiele und Jan Hegenberg veröffentlichte mehrere Songs über Computerspiele. Der YouTube-Kanal JT Music veröffentlicht regelmäßig Rap-Songs zu bekannten Computerspielen. Oft sind Musikvideos auch durch Einflüsse von Computerspielen geprägt.

## Rundfunkberichte
- Maximilian Schönherr: Musik für Computergames – Der Ton macht das Spiel, Deutschlandfunk – „Wissenschaft im Brennpunkt“ vom 19. August 2018